# Clicheria
Uma clicheria é uma oficina onde se produzem clichês, ou seja placas gravadas em relevo, para impressão de imagens e textos por meio de prensa. 
O setor dos clichês é caracterizado por diversos tipos de materiais utilizados e diferentes segmentos de impressão:
• Flexografia: É um sistema voltado para a impressão de materiais contínuos, como etiquetas em bobinas. A impressão é feita por uma matriz de material sintético flexível, semelhante à borracha, na qual a imagem a ser impressa está gravada em alto-relevo. As características da flexografia permitem impressão sobre vários tipos de materiais, além do papel (plásticos, laminados, etc).
• Tampografia: É um sistema indireto de impressão que utiliza um clichê em baixo relevo. A imagem é transferida da matriz para o suporte através de uma peça de silicone denominado tampão. O tampão pode ter diferentes formatos, o que, aliado à sua flexibilidade, permite a impressão em superfícies irregulares, tais como: côncavas, convexas e em degraus (não planas). Atualmente utiliza-se em concorrência com a serigrafia no campo da estamparia de objetos tridimensionais. Aplicações típicas incluem brinquedos, relógios, eletrodomésticos, vidrarias, brindes, pratos, teclas de computador, painéis de aparelhos eletrônicos, canetas e outros.
• Hot-Stamp (estampa quente): É um sistema semelhante à tipografia (matriz de impressão - clichês - é dura e plana, normalmente de metal, na qual grafismo a ser impressa está em alto-relevo), porém o clichê não recebe tinta, sendo apenas aquecido e pressionado sobre uma tira de material sintético revestida de uma finíssima camada metálica. Quando a camada metálica é pressionada pelo clichê quente, desprende-se da fita e adere à superfície do material a ser impresso. Esse sistema é utilizado para imprimir pequenos detalhes, produzindo efeitos metalizados. O processo de Hot Stamping é muito utilizado em trabalhos monográficos, trabalhos escolares, e arquivos. A impressão em Hot Stamping pode ser feita em livros de capa dura, ou mesmo em outro tipo de material, como papelão, calçados, ou artigos de couro.